# Itaquaquecetuba Atlético Clube
O  Itaquaquecetuba Atlético Clube  é um clube brasileiro de futebol da cidade de Itaquaquecetuba, no estado de São Paulo. Fundado 25 de novembro de 1980, suas cores atuais são vermelha, preta e branca. O clube nasceu rubronegro. Em 1996, resolveram trocar o preto pelo azul. Além de a cor não ter sido bem aceita, a equipe nem terminou o campeonato.
No clube jogou o futebolista Cafu, em 1986 e 1987, disputando a Terceira Divisão do Campeonato Paulista, ao lado do zagueiro Gilmar. Ambos fariam sucesso no São Paulo FC pouco tempo depois. 
O IAC teve 12 participações no Campeonato Paulista de Futebol. Sua última participação ocorreu em 2000. Após, seu departamento de futebol profissional foi desativado. Na década de 2010, seu antigo campo passou a ser utilizado pelo Atlético Mogi.

## Estatísticas

### Participações
| Competição         | Temporadas | Melhor campanha | Anos                  | A | R |
| Série A3           | 4          | Sem dados       | 1986-1987 e 1992-1993 | – | 2 |
| Segunda Divisão    | 3          | Sem dados       | 1988-1989 e 1991      | 1 | – |
| Série B2 (extinta) | 5          | Sem dados       | 1995-1996 e 1998-2000 | – | – |